# The Sinner (Fernsehserie)/Episodenliste

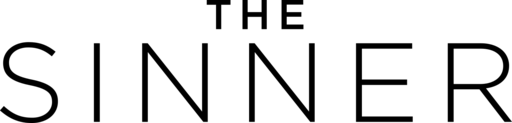
Logo zur Serie

Diese Episodenliste enthält alle Episoden der US-amerikanischen Dramaserie The Sinner, sortiert nach der US-amerikanischen Erstausstrahlung. Die Fernsehserie umfasst 4 Staffeln mit 32 Episoden.

## Übersicht
| Staffel | Episodenanzahl | Erstausstrahlung USA | Erstausstrahlung USA | Deutschsprachige Erstveröffentlichung | Deutschsprachige Erstveröffentlichung |
| Staffel | Episodenanzahl | Premiere             | Finale               | Premiere                              | Finale                                |
| ------- | -------------- | -------------------- | -------------------- | ------------------------------------- | ------------------------------------- |
| 1       | 8              | 2. August 2017       | 20. September 2017   | 7. November 2017                      | 7. November 2017                      |
| 2       | 8              | 1. August 2018       | 19. September 2018   | 9. November 2019                      | 9. November 2019                      |
| 3       | 8              | 6. Februar 2020      | 26. März 2020        | 19. Juni 2020                         | 19. Juni 2020                         |
| 4       | 8              | 13. Oktober 2021     | 1. Dezember 2021     | 26. Januar 2022                       | 26. Januar 2022                       |

## Staffel 1
Die Erstausstrahlung der ersten Staffel war vom 2. August bis zum 20. September 2017 auf dem US-amerikanischen Sender USA Network zu sehen. Die deutschsprachige Erstveröffentlichung wurde am 7. November 2017 auf Netflix per Stream veröffentlicht.
| Nr. (ges.) | Nr. (St.) | Deutscher Titel | Originaltitel | Erstausstrahlung USA | Deutschsprachige Erstveröffentlichung (D/A/CH) | Regie          | Drehbuch                  | Zuschauer (USA) |
| ---------- | --------- | --------------- | ------------- | -------------------- | ---------------------------------------------- | -------------- | ------------------------- | --------------- |
| 1          | 1         | Teil I          | Part I        | 2. Aug. 2017         | 7. Nov. 2017                                   | Antonio Campos | Derek Simonds             | 1,63 Mio.       |
| 2          | 2         | Teil II         | Part II       | 9. Aug. 2017         | 7. Nov. 2017                                   | Antonio Campos | Derek Simonds             | 1,41 Mio.       |
| 3          | 3         | Teil III        | Part III      | 16. Aug. 2017        | 7. Nov. 2017                                   | Antonio Campos | Derek Simonds             | 1,64 Mio.       |
| 4          | 4         | Teil IV         | Part IV       | 23. Aug. 2017        | 7. Nov. 2017                                   | Brad Anderson  | Liz W. Garcia             | 1,76 Mio.       |
| 5          | 5         | Teil V          | Part V        | 30. Aug. 2017        | 7. Nov. 2017                                   | Cherien Dabis  | Jesse McKeown             | 1,84 Mio.       |
| 6          | 6         | Teil VI         | Part VI       | 6. Sep. 2017         | 7. Nov. 2017                                   | Jody Lee Lipes | Tom Pabst                 | 1,84 Mio.       |
| 7          | 7         | Teil VII        | Part VII      | 13. Sep. 2017        | 7. Nov. 2017                                   | Tucker Gates   | Liz W. Garcia             | 1,84 Mio.       |
| 8          | 8         | Teil VIII       | Part VIII     | 20. Sep. 2017        | 7. Nov. 2017                                   | Tucker Gates   | Jesse McKeown & Tom Pabst | 2,44 Mio.       |

## Staffel 2
Die Erstausstrahlung der zweiten Staffel fand vom 1. August bis zum 19. September 2018 auf dem US-amerikanischen Sender USA Network statt. Die deutschsprachige Erstveröffentlichung wurde am 9. November 2018 auf Netflix per Stream veröffentlicht.
| Nr. (ges.) | Nr. (St.) | Deutscher Titel | Originaltitel | Erstausstrahlung USA | Deutschsprachige Erstveröffentlichung (D/A/CH) | Regie            | Drehbuch         | Zuschauer (USA) |
| ---------- | --------- | --------------- | ------------- | -------------------- | ---------------------------------------------- | ---------------- | ---------------- | --------------- |
| 9          | 1         | Teil I          | Part I        | 1. Aug. 2018         | 9. Nov. 2018                                   | Antonio Campos   | Derek Simonds    | 1,15 Mio.       |
| 10         | 2         | Teil II         | Part II       | 8. Aug. 2018         | 9. Nov. 2018                                   | Antonio Campos   | Ellen Fairey     | 1,10 Mio.       |
| 11         | 3         | Teil III        | Part III      | 15. Aug. 2018        | 9. Nov. 2018                                   | John David Coles | Bradford Winters | 1,01 Mio.       |
| 12         | 4         | Teil IV         | Part IV       | 22. Aug. 2018        | 9. Nov. 2018                                   | Jody Lee Lipes   | Jesse McKeown    | 1,09 Mio.       |
| 13         | 5         | Teil V          | Part V        | 29. Aug. 2018        | 9. Nov. 2018                                   | Cherien Dabis    | Samir Mehta      | 1,14 Mio.       |
| 14         | 6         | Teil VI         | Part VI       | 5. Sep. 2018         | 9. Nov. 2018                                   | Brad Anderson    | Nina Braddock    | 1,13 Mio.       |
| 15         | 7         | Teil VII        | Part VII      | 12. Sep. 2018        | 9. Nov. 2018                                   | Tucker Gates     | Jesse McKeown    | 1,04 Mio.       |
| 16         | 8         | Teil VIII       | Part VIII     | 19. Sep. 2018        | 9. Nov. 2018                                   | John David Coles | Bradford Winters | 1,13 Mio.       |

## Staffel 3
Die Erstausstrahlung der dritten Staffel wurde vom 6. Februar bis zum 26. März 2020 auf dem US-amerikanischen Sender USA Network gesendet. Die deutschsprachige Erstveröffentlichung wurde am 19. Juni 2020 auf Netflix per Stream veröffentlicht.
| Nr. (ges.) | Nr. (St.) | Deutscher Titel | Originaltitel | Erstausstrahlung USA | Deutschsprachige Erstveröffentlichung (D/A/CH) | Regie           | Drehbuch                        | Zuschauer (USA) |
| ---------- | --------- | --------------- | ------------- | -------------------- | ---------------------------------------------- | --------------- | ------------------------------- | --------------- |
| 17         | 1         | Teil I          | Part I        | 6. Feb. 2020         | 19. Juni 2020                                  | Adam Bernstein  | Derek Simonds                   | 0,88 Mio.       |
| 18         | 2         | Teil II         | Part II       | 13. Feb. 2020        | 19. Juni 2020                                  | Adam Bernstein  | Nina Braddock                   | 0,70 Mio.       |
| 19         | 3         | Teil III        | Part III      | 20. Feb. 2020        | 19. Juni 2020                                  | Andrew McCarthy | Hannah Shakespeare              | 0,58 Mio.       |
| 20         | 4         | Teil IV         | Part IV       | 27. Feb. 2020        | 19. Juni 2020                                  | Andrew McCarthy | Jonathan Caren                  | 0,55 Mio.       |
| 21         | 5         | Teil V          | Part V        | 5. März 2020         | 19. Juni 2020                                  | Colin Bucksey   | Ahmadu Garba                    | 0,66 Mio.       |
| 22         | 6         | Teil VI         | Part VI       | 12. März 2020        | 19. Juni 2020                                  | Radium Cheung   | Julie Siege                     | 0,55 Mio.       |
| 23         | 7         | Teil VII        | Part VII      | 19. März 2020        | 19. Juni 2020                                  | Rachel Goldberg | Willie Reale                    | 0,63 Mio.       |
| 24         | 8         | Teil VIII       | Part VIII     | 26. März 2020        | 19. Juni 2020                                  | Derek Simonds   | Derek Simonds & Piero S. Iberti | 0,65 Mio.       |

## Staffel 4
Die Erstausstrahlung der vierten Staffel wurde vom 13. Oktober bis zum 1. Dezember 2021 auf dem US-amerikanischen Sender USA Network gesendet. Die deutschsprachige Erstveröffentlichung wurde am 26. Januar 2022 auf Netflix per Stream veröffentlicht.
| Nr. (ges.) | Nr. (St.) | Deutscher Titel | Originaltitel | Erstausstrahlung USA | Deutschsprachige Erstveröffentlichung (D/A/CH) | Regie             | Drehbuch                  | Zuschauer (USA) |
| ---------- | --------- | --------------- | ------------- | -------------------- | ---------------------------------------------- | ----------------- | ------------------------- | --------------- |
| 25         | 1         | Teil I          | Part I        | 13. Okt. 2021        | 26. Jan. 2022                                  | Derek Simonds     | Derek Simonds & Mia Chung | 0,38 Mio.       |
| 26         | 2         | Teil II         | Part II       | 20. Okt. 2021        | 26. Jan. 2022                                  | Adam Bernstein    | Jonathan Caren            | 0,43 Mio.       |
| 27         | 3         | Teil III        | Part III      | 27. Okt. 2021        | 26. Jan. 2022                                  | Adam Bernstein    | Jenny Zhang               | 0,37 Mio.       |
| 28         | 4         | Teil IV         | Part IV       | 3. Nov. 2021         | 26. Jan. 2022                                  | Radium Cheung     | Piero S. Iberti           | 0,41 Mio.       |
| 29         | 5         | Teil V          | Part V        | 10. Nov. 2021        | 26. Jan. 2022                                  | Haifaa Al-Mansour | Kate Roche                | 0,48 Mio.       |
| 30         | 6         | Teil VI         | Part VI       | 17. Nov. 2021        | 26. Jan. 2022                                  | Batán Silva       | Gerald Suesta             | 0,46 Mio.       |
| 31         | 7         | Teil VII        | Part VII      | 24. Nov. 2021        | 26. Jan. 2022                                  | Batán Silva       | Mia Chung                 | 0,53 Mio.       |
| 32         | 8         | Teil VIII       | Part VIII     | 1. Dez. 2021         | 26. Jan. 2022                                  | Monica Raymund    | Nina Braddock             | 0,45 Mio.       |